# Eriell Group
Группа Eriell — международная нефтесервисная компания, предоставляющая услуги строительства и капитального ремонта скважин ведущим компаниям нефтегазовой отрасли в Центральной и Южной Азии и на Ближнем Востоке, главным образом в Узбекистане, Бангладеш и Ираке.

## История

### Работа в Центральной Азии
14 июня 2004 года «Узбекнефтегаз» заключила с Eriell контракт на строительство под ключ 28 скважин в Кашкадарьинской области на газоконденсатных месторождениях. В этом же году компанией была введена в эксплуатацию  первая скважина — Бузахур-27.
В 2007 году Группа Eriell стала одним из крупнейших игроков на рынке буровых услуг в Узбекистане.
В 2011 году в Узбекистане были заключены  контракты с «Лукойлом» и Petronas Carigali (URGA) Operating Company.
В 2012 году открыт собственный учебный центр в г. Карши. В 2014 году учебный центр получил аккредитацию IADC с правом выдачи сертификатов WellCAP.
В 2019 году заключён новый контракт на строительство 5 оценочно-эксплуатационных скважин на юрские отложения на месторождении «25 лет Независимости». В июле того же года на этом месторождении был открыт новый газоносный объект.

### Работа в дальнем зарубежье
В 2013 году были подписаны 2 контракта на комплексное строительство 10 эксплуатационных скважин в Республике Бангладеш.
В августе 2015 году подписан контракт с «Лукойлом» на строительство 25 эксплуатационных скважин в Ираке на месторождении Западная Курна-2. В сентябре того же года подписано дополнительное соглашение с компанией Gazprom International на бурение пяти эксплуатационных скважин в Республике Бангладеш.
В марте 2017 года группа Eriell по контракту с «Лукойлом» начала бурение на Западной Курне-2.
Основные проекты группы сосредоточены в Республике Бангладеш, Узбекистане и Ираке.

## Сфера деятельности
Eriell специализируется на бурении горизонтальных и наклонно направленных скважин, в частности, в труднодоступных регионах с тяжёлыми климатическими условиями.

## Спорт и социальные проекты
C 2015 года Eriell - официальный партнёр Чемпионата Континентальной хоккейной лиги. Соглашение предусматривает сотрудничество в течение минимум 3 лет.
С 2018 года Eriell спонсирует развитие хоккея в Узбекистане:
• Генеральный партнёр хоккейного клуба «Хумо»;
• Спонсор детско-юношеской хоккейной школы.
В 2021 году в Узбекистане под патронатом Eriell впервые прошёл отбор студентов в колледжи международной сети UWC.